# سبرينغفيلد (ميزوري)
سبرينغفيلد (بالإنجليزية: Springfield, Missouri)‏ هي مدينة تقع في الولايات المتحدة في ميزوري. يقدر عدد سكانها بـ 159,498 نسمة ومساحتها 213.18 كم2 وترتفع عن سطح البحر 396 متر.

## التركيبة السكانية
قام مكتب تعداد الولايات المتحدة بتحديد بيانات التركيبة السكانية لسبرينغفيلد في تعداد الولايات المتحدة. في ما يلي، التركيبة السكانية حسب تعدادي 2000 و2010.

### تعداد عام 2000
بلغ عدد سكان سبرينغفيلد 2,215 نسمة بحسب تعداد عام 2000، وبلغ عدد الأسر 897 أسرة وعدد العائلات 562 عائلة مقيمة في المدينة. في حين سجلت الكثافة السكانية 1,223.9 نسمة لكل ميل مربع (472.6/كم2). وبلغ عدد الوحدات السكنية 968 وحدة بمتوسط كثافة قدره 534.9 نسمة لكل ميل مربع (206.5/كم2).
وتوزع التركيب العرقي للمدينة بنسبة 98.33% من البيض و 0.32% من الأمريكيين الأصليين و 0.45% من الأمريكيين ذوي الأصول الآسيوية و 0.27% من عرقين مختلطين أو أكثر.
بلغ عدد الأسر 897 أسرة كانت نسبة 30.2% منها لديها أطفال تحت سن الثامنة عشر تعيش معهم، وبلغت نسبة الأزواج القاطنين مع بعضهم البعض 53.7% من أصل المجموع الكلي للأسر، ونسبة 5.2% من الأسر كان لديها معيلات من الإناث دون وجود شريك، وكانت نسبة 37.3% من غير العائلات. تألفت نسبة 34.6% من أصل جميع الأسر من أفراد ونسبة 22.4% كانوا يعيش معهم شخص وحيد يبلغ من العمر 65 عاماً فما فوق. وبلغ متوسط حجم الأسرة المعيشية 3.03، أما متوسط حجم العائلات فبلغ 2.33.
بلغ العمر الوسطي للسكان 42 عاماً. وكانت نسبة 26.0% من القاطنين تحت سن الثامنة عشر، وكانت نسبة 5.7% بين الثامنة عشر والأربعة وعشرون عاماً، ونسبة 22.4% كانت واقعةً في الفئة العمرية ما بين الخامسة والعشرون حتى والأربعة وأربعون عاماً، ونسبة 18.6% كانت ما بين الخامسة والأربعون حتى الرابعة والستون، ونسبة 27.3% كانت ضمن فئة الخامسة والستون عاماً فما فوق. يوجد لكل 100 أنثى 86.9 ذكر، ويوجد لكل 100 أنثى في الثامنة عشر من عمرها فما فوق 83.2 ذكر.
وكان متوسط دخل الذكور 30,000 دولار مقابل 21,779 دولار للإناث. وسجل دخل الفرد الخاص بالمدينة 16,977 دولار. وكانت نسبة 2.5% من العائلات ونسبة 6.5% من السكان تحت خط الفقر، وكان من هؤلاء نسبة 3.6% تحت سن الثامنة عشر ونسبة 12.4% في الخامسة والستين من العمر وما فوق.

### تعداد عام 2010
بلغ عدد سكان سبرينغفيلد 2,152 نسمة بحسب تعداد عام 2010، وبلغ عدد الأسر 913 أسرة وعدد العائلات 558 عائلة مقيمة في المدينة. في حين سجلت الكثافة السكانية 1,163.2 نسمة لكل ميل مربع (449.1/كم2). وبلغ عدد الوحدات السكنية 1,015 وحدة بمتوسط كثافة قدره 548.6 لكل ميل مربع (211.8/كم2).
وتوزع التركيب العرقي للمدينة بنسبة 97.8% من البيض و 0.2% من الأمريكيين الأصليين و 0.4% من الأمريكيين ذوي الأصول الآسيوية و 0.2% من الأمريكيين الأفارقة و 0.8% من عرقين مختلطين أو أكثر.
بلغ عدد الأسر 913 أسرة كانت نسبة 27.1% منها لديها أطفال تحت سن الثامنة عشر تعيش معهم، وبلغت نسبة الأزواج القاطنين مع بعضهم البعض 50.9% من أصل المجموع الكلي للأسر، ونسبة 6.8% من الأسر كان لديها معيلات من الإناث دون وجود شريك، بينما كانت نسبة 3.4% من الأسر لديها معيلون من الذكور دون وجود شريكة وكانت نسبة 38.9% من غير العائلات. تألفت نسبة 34.6% من أصل جميع الأسر من أفراد ونسبة 20.7% كانوا يعيش معهم شخص وحيد يبلغ من العمر 65 عاماً فما فوق. وبلغ متوسط حجم الأسرة المعيشية 2.88، أما متوسط حجم العائلات فبلغ 2.24.
بلغ العمر الوسطي للسكان 46.8 عاماً. وكانت نسبة 22.5% من القاطنين تحت سن الثامنة عشر، وكانت نسبة 6% بين الثامنة عشر والأربعة وعشرون عاماً، ونسبة 19.4% كانت واقعةً في الفئة العمرية ما بين الخامسة والعشرون حتى والأربعة وأربعون عاماً، ونسبة 25.7% كانت ما بين الخامسة والأربعون حتى الرابعة والستون، ونسبة 26.3% كانت ضمن فئة الخامسة والستون عاماً فما فوق. وتوزع التركيب الجنسي للسكان بنسبة 47.6% ذكور و52.4% إناث.